# Verville-Packard R-1 Racer
Verville-Packard R-1 Racer là một loại máy bay đua quân sự, được hoán cải từ thiết kế Verville VCP-1. R-1 còn được biết đến với tên gọi Verville-Packard VCP-R hay Verville-Packard 600.

## Quốc gia sử dụng
Hoa Kỳ
- Quân đoàn Không quân Lục quân Hoa Kỳ

## Tính năng kỹ chiến thuật (R-1)
Đặc tính tổng quát
- Kíp lái: 1
- Sải cánh: 32 ft (9,8 m)
- Diện tích cánh: 269 foot vuông (25,0 m2)
- Động cơ: 1 × Packard 1A-2025 , 638 hp (476 kW)

Hiệu suất bay
- Vận tốc cực đại: 177 mph (285 km/h; 154 kn)